# Robert Shirley
Pour les articles homonymes, voir Shirley.
Sir Robert Shirley (vers 1581 – 13 juillet 1628), comte Shirley dans la noblesse pontificale et comte palatin dans la noblesse du Saint-Empire romain germanique, est un mercenaire anglais et frère cadet d'Anthony Shirley ainsi que de Thomas Shirley.

## Biographie

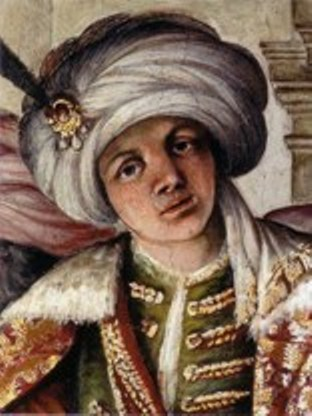
Robert Shirley

Sur ordre du comte d'Essex Robert Devereux, qui veut constituer une alliance contre l'Empire ottoman, et à des fins commerciales, Robert Shirley part pour la Perse en 1598, alors dominée par la dynastie Séfévide. Il y reste du 1er décembre 1599 au mois de mai 1600. On lui donne 5 000 chevaux afin d'entraîner l'armée perse selon les coutumes de la milice anglaise, et il est aussi chargé de la réforme de l'artillerie. Quittant la Perse en 1600, il laisse derrière lui son frère, Robert, ainsi que quatorze compagnons, qui y demeurent pour des années.
En 1608, après s'être marié avec une Circassienne, il est envoyé par le Chah Abbas Ier en mission diplomatique auprès du roi Jacques Ier, ainsi que d'autres souverains européens. Le Chah ambitionne en effet de s'allier avec une confédération de princes chrétiens afin de lutter contre le rival historique des Séfévides, l'Empire ottoman.
Robert Shirley partit d'abord pour la Pologne, pour rencontrer Sigismond III. En juin 1608, il est en Allemagne, et l'empereur Rodolphe II lui donne le titre de comte palatin et de chevalier du Saint-Empire romain germanique. Le pape Paul V lui accorde aussi un titre de noblesse. Robert part ensuite, en septembre 1609, pour Florence et Rome, puis pour Milan et Gênes. Il embarque alors pour Barcelone, où il arrive en décembre 1609. Il fait alors chercher sa femme, qui était demeurée en Perse, et les deux restent en Espagne, principalement à Madrid, jusqu'à l'été 1611.

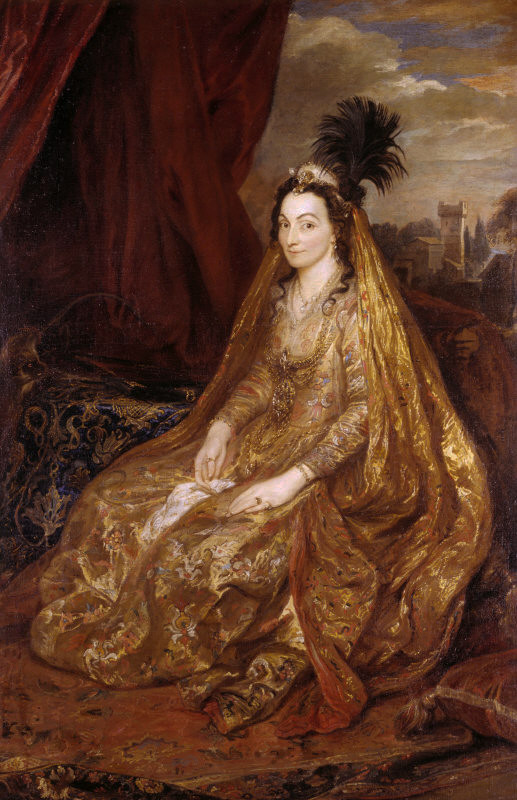
Portrait de Theresia Shirley
en robe orientale
par Antoine van Dyck, 1622
Petworth House (Sussex)

Ils retournent en Perse en 1613, mais reviennent en Europe en 1614, à Madrid de nouveau. Par hasard, la caravane de Shirley rencontre celle du voyageur Thomas Coryate dans le désert perse, en 1615. Robert Shirley retourne en Perse, une troisième fois, en 1627, mais meurt peu de temps après à Qazvin, à l'ouest de Téhéran.